# Geococcyx velox
El correcaminos tropical, correcaminos chico o correcaminos menor (Geococcyx velox) es una especie de ave cuculiforme de la familia Cuculidae que habita en América Central y el sur y oeste de México.

## Descripción
Su plumaje es de color castaño claro o grisáceo con negro, lo que le provee un camuflaje adecuado para su ambiente. Tiene largas patas, que le permiten alcanzar altas velocidades. Su larga cola le sirve de timón al correr y le permite hacer giros rápidos.
El correcaminos tropical se parece al correcaminos norteño (Geococcyx californianus), tanto en apariencia como en hábitos, aunque es algo más pequeño (aproximadamente 46 cm) y tiene un pico más corto.

## Distribución y hábitat
Su área de distribución incluye Nicaragua, Honduras, El Salvador, Guatemala, el suroeste de México y el lado oeste de la Sierra Madre Occidental.Se reportan ocasionales avistamientos en el norte de Costa Rica.En México hay también una población disyuntiva en el norte de la Península de Yucatán.
Su hábitat incluye matorrales tropicales y subtropicales.

## Comportamiento
Se alimenta principalmente de insectos, lagartos y pequeñas serpientes, utilizando su velocidad para perseguirlos.
Su nombre común, “correcaminos”, proviene de su hábito de correr en frente de vehículos en movimiento, y luego refugiarse en los matorrales que bordean los caminos.

## Subespecies
Geococcyx velox tiene 5 subespecies:

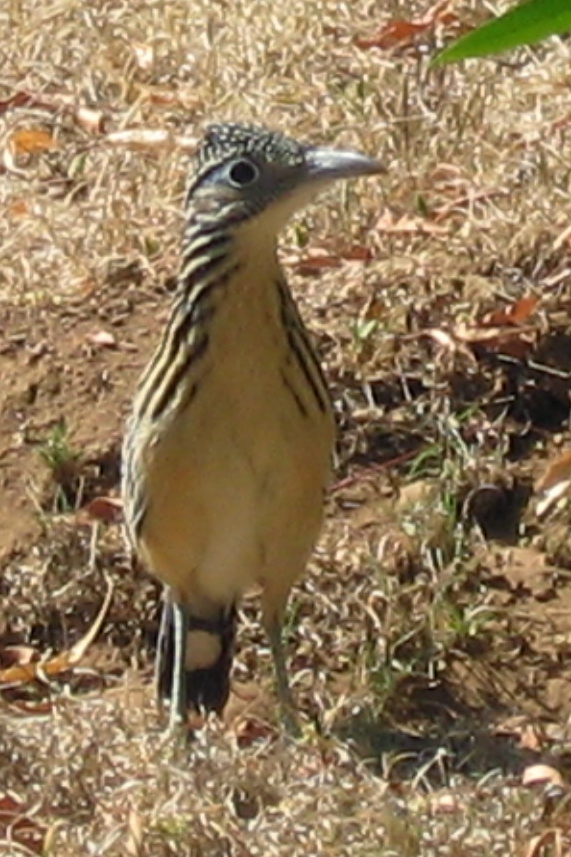
Geococcyx velox

- G. v. affinis (Hartlaub, 1844)
- G. v. longisignum
- G. v. melanchima
- G. v. pallidus
- G. v. velox